# Juan Ángel Gómez Alarcón
Juan Ángel Gómez Alarcón (Albacete, 1882-siglo XX) fue un pintor y jurista español.

## Biografía
Natural de Albacete, se formó en aquella ciudad con Julio Carrilero como maestro. Asistió a la madrileña Escuela de Bellas Artes de San Fernando, donde estuvo a las órdenes de Antonio Muñoz Degrain. Destacó como paisajista y concurrió en diversas ocasiones a la Exposición Nacional de Bellas Artes. Amén de menciones honoríficas y otras medallas, se hizo en la trigesimoprimera edición, la de 1930, con la primera medalla por su Borja.

## Obras
Sus obras más destacadas son:
- Sol de invierno
- Momentos
- Valle del Micar